# رضا حلایمیه
رضا حلایمیه (عربی: محمد رضا حلايمية؛ زادهٔ ۲۸ اوت ۱۹۹۶) بازیکن فوتبال اهل الجزایر است.
از باشگاه‌هایی که در آن بازی کرده‌است می‌توان به باشگاه فوتبال مولودیه وهران اشاره کرد.
وی همچنین در تیم‌های ملی فوتبال زیر ۲۳ سال الجزایر و الجزایر بازی کرده‌است.